# Szymon Modrzejewski
Szymon Modrzejewski (ur. 22 sierpnia 1969 w Warszawie) – współczesny polski kamieniarz, zajmujący się głównie remontowaniem nagrobków z użyciem wybranych technik konserwatorskich.
Jest synem Anny Modrzejewskiej, polonistki i Bronisława Modrzejewskiego, scenografa, zmarłego w sierpniu 2020 roku. Ukończył LXI Specjalne Liceum Ogólnokształcące przy Szkolnym Ośrodku Socjoterapii w Warszawie. Studiował patrologię na Akademii Teologii Katolickiej oraz kulturoznawstwo na PWSZ w Sanoku, żadnych studiów jednak nie ukończył. W latach 1987–1995 był współorganizatorem konserwatorskich obozów Nadsanie, w 1996 założył Nieformalną Grupę Kamieniarzy Magurycz, która działała 10 lat. W 2007 roku Grupa przekształciła się w Stowarzyszenie Magurycz, którego jest przewodniczącym, a które zajmuje się społecznym ratowaniem zabytków sztuki sepulkralnej oraz małej sakralnej architektury przydrożnej i śródpolnej głównie na terenach Łemkowszczyzny i Bojkowszczyzny. 
Szymon Modrzejewski zajmuje się – społecznie i komercyjnie – remontowaniem kamiennych nagrobków na cmentarzach wszystkich wyznań i religii oraz innych zabytków kultury materialnej na obszarze  Bieszczadów, Beskidu Niskiego, Gór Sanocko-Turczańskich, Roztocza, Ukrainy zachodniej i Dolnego Śląska. Wykonuje także na zamówienie nagrobki, zwykle inspirowane realizacjami z XVII-XIX wieku. W trakcie społecznych obozów remontowych, które prowadzi, zabiegom remontowym i konserwatorskim poddano około 3000 obiektów (stan na luty 2020). Rzemiosła kamieniarskiego z elementami technik konserwatorskich uczył się m.in. u Adama Romana i Janusza Smazy. Pracował w trzech zespołach konserwatorskich w Polsce, Rosji, Turcji, na Ukrainie, Białorusi i Litwie. Był trzykrotnie stypendystą Ministerstwa Kultury i Dziedzictwa Narodowego. 
Od 1992 r. pisze artykuły na temat ludowego kamieniarstwa oraz działalności Magurycza. Mieszka w Nowicy, w Beskidzie Niskim. Wraz z konserwatorką dzieł sztuki Katarzyną Bromirską ma syna Antoniego.

## Nagrody i wyróżnienia
W 2007 roku otrzymał nagrodę specjalną w konkursie im. Heleny Radlińskiej na najlepszego animatora społecznego. W VI 2011 roku otrzymał w Amsterdamie Grand Prix Europa Nostra  przyznane przez Federację Europa Nostra w kategorii "ochrona dziedzictwa kulturowego". W roku 2012 "za wybitne osiągnięcia w ochronie europejskiego dziedzictwa kulturowego przyznana została mu nagroda "Mosty Starosty 2012, wręczona przez starostę Gorlic.   W 2015 r. został nagrodzony nagrodą Fundacji Polish Culture dla za działalność na rzecz rozwoju społeczeństwa obywatelskiego. 27 lutego 2020 roku został odznaczony Odznaką Honorową Rzecznika Praw Obywatelskich za zasługi dla ochrony praw człowieka. W trakcie uroczystości przyznania Odznaki zwierzchnik Kościoła greckokatolickiego w Polsce, abp Eugeniusz Popowicz nagrodził Szymona Modrzejewskiego, w uznaniu jego zasług, Medalem Świętych Cyryla i Metodego, który  wręczył - w imieniu metropolity przemysko-warszawskiego- ks. Bogdan Krub. 12 września 2020 roku Szymon Modrzejewski odebrał Medal Honorowy Ukraińskiego Towarzystwa Historycznego w Polsce "Сторож пам'яті" przyznany mu w roku 2019.